# Parti des réformes et de l'ordre
Pour les articles homonymes, voir Notre Ukraine.
Le Parti des réformes et de l'ordre (en ukrainien : Реформи і порядок) est un parti politique ukrainien de tendance libéral, de droite et pro-européen fondé en octobre 1997 à Kiev par l'ancien vice-Premier ministre Viktor Pynzenyk.
Aux élections législatives de 1998, le Parti des réformes et de l'ordre n'arrive qu'en dixième position, obtenant près de 888 000 suffrages. En 2002, le parti participe à l'alliance Bloc Viktor Iouchtchenko « Notre Ukraine » menée par Viktor Iouchtchenko, victorieuse aux élections législatives de mars. Peu avant la révolution orange, le parti décide d'adopter lui aussi le nom Notre Ukraine, décision contestée par une décision de justice qui le contraint à reprendre son nom d'origine. Iouchtenko lance au même moment son parti Notre Ukraine.
En 2006, le Parti des réformes et de l'ordre choisit de s'allier avec l'un des principaux mouvements de la Révolution orange, Pora!. Leur union électorale n'obtient que 1.47 % des voix aux élections législatives et le parti est de nouveau contraint de trouver une nouvelle alliance. Il choisit donc de s'allier à l'autre grande coalition pro-européenne, le Bloc Ioulia Tymochenko à partir de décembre 2007 et en juin 2013 se dissout dans l'Union panukrainienne « Patrie ».